# Interior
『Interior』（インテリア）は、1994年2月にレコーディングして、1982年10月21日にリリースしたInteriorsの1枚目のアルバム。

## 解説
- 本作リリースから3年後にあたる1985年にウィリアム・アッカーマンに見出され、ウィンダム・ヒル・レコードより、土井章嗣によって世界市場向けにリミックスされたバージョンがドイツ・アメリカ・カナダの3ヶ国で発売された。

## 収録曲
- 全編曲：Interiors

| #  | タイトル        | 作詞 | 作曲               | 時間 |
| -- | --------------- | ---- | ------------------ | ---- |
| 1. | 「Technobose」  |      | 日向大介           | 4:25 |
| 2. | 「Giant Steps」 |      | 日向大介・野中英紀 | 5:10 |
| 3. | 「Flamengo」    |      | 日向大介・野中英紀 | 5:02 |
| 4. | 「Timeless」    |      | 沢村満             | 2:36 |
| 5. | 「Hot Beach」   |      | 日向大介           | 4:13 |
| 6. | 「Reply」       |      | 沢村満             | 1:29 |
| 7. | 「Luft」        |      | 沢村満             | 3:23 |
| 8. | 「Ascending」   |      | 野中英紀           | 2:24 |
| 9. | 「Park」        |      | 沢村満             | 4:27 |